# Banque asiatique de développement
Pour les articles homonymes, voir BAD.
La Banque asiatique de développement (BAD) est une banque de développement régionale créée le 22 août 1966 pour soutenir le développement économique et social dans les pays d'Asie et du Pacifique en fournissant des prêts et de l'assistance technique. La BAD admet les membres de la Commission économique et sociale pour l'Asie et le Pacifique (CESAP) et des pays développés non-régionaux. Elle est une institution financière multilatérale pour le développement. De 31 membres lors de sa création, la BAD s'est agrandie et compte désormais 67 membres, dont 48 de la région et 19 de pays extérieurs. Sa mission est de libérer la région de la pauvreté et d'améliorer la qualité de vie des habitants, en priorité les 1,9 milliard d'individus vivant avec moins de deux dollars par jour. Malgré quelques succès, deux pauvres sur trois dans le monde habitent en Asie-Pacifique. La BAD a été calquée sur la Banque mondiale, et dispose d'un système de vote pondéré similaire où les votes sont répartis en proportion avec les souscriptions au capital des membres. À la fin de 2013, le Japon détient la plus grande proportion d'actions à 15,67 %. Les États-Unis détiennent 15,56 %, la Chine détient 6,47 %, l'Inde 6,36 %, et l'Australie 5,81 %. Depuis 2014, la BAD publie son rapport annuel de l'indice de la productivité et créativité et comprend la Finlande et les États-Unis pour la liste des membres de l'Asie-Pacifique notamment.

## Organisation
La banque est dirigée par un conseil des gouverneurs constitué d'un représentant par État membre. Le conseil élit parmi ses membres les douze membres du conseil des directeurs. Huit des douze membres doivent être de la région Asie-Pacifique, et les quatre autres du reste du monde.
Le conseil des gouverneurs élit également le président de la banque qui est le chairperson du conseil des directeurs et dirige la banque. La durée du mandat est de cinq ans renouvelables. Traditionnellement, et parce que le Japon est le plus gros contributeur de la banque, le président est toujours japonais. En 2013, Takehiko Nakao succède à Haruhiko Kuroda à la présidence, lorsque ce dernier est nommé gouverneur de la Banque du Japon. Le président actuel est Masatsugu Asakawa depuis janvier 2020.
Le siège de la banque est à 6 ADB Avenue, Mandaluyong, Manille, aux Philippines et a des représentations partout dans le monde. En 2014, la banque employait 2 997 personnes issues de cinquante-trois de ses soixante-sept membres, 48 % du personnel étant philippin.

## Prêts
La BAD offre des prêts « durs » de ressources ordinaires en capital (ROC) à des conditions commerciales. Le Fonds asiatique de développement (FAD) affilié à la BAD accorde des prêts « bonifiés » à partir des ressources des fonds spéciaux avec des conditions favorables. La BAD emprunte sur les marchés internationaux de capitaux avec son propre capital comme garantie (une cote de crédit de Aaa de Moody's en 2015).
En 2009, la BAD a obtenu les contributions de membres pour sa cinquième Augmentation Générale du Capital (AGC) de 200 %, en réponse à un appel lancé par les dirigeants du G-20, d'accroître les ressources des banques multilatérales de développement de manière à soutenir la croissance des pays en voie de développement face à la crise financière mondiale. Pour 2010 et 2011, l'augmentation de 200 % d'AGC a permis les prêts de 10,4 milliards $ en 2010 ; 10,58 milliards $ en 2011 ; 10,45 milliards $ en 2012 ; 11,7 milliards $ en 2013 et 11,2 milliards $ en 2015,. À la suite de cette augmentation, le propre capital de la BAD a triplé de 55 milliards $ à 165 milliards $.

## Projets notables, l'assistance technique et humanitaire
- Pipeline traversant l'Afghanistan ;
- Projet de soutien au réseau d'alerte pour les tremblements de terre et les tsunamis en Indonésie ;
- Programme régional du Grand Mékong ;
- Partenariat stratégique avec le secteur privé pour la réduction de la pauvreté aux Philippines ;
- Prêt de 1,2 milliard de dollars pour sortir d'une crise économique imminente au Pakistan et un financement permanent pour les pays besoins énergétiques, en particulier les projets d’Hydro-électrique ;
- Chemin de fer Yichang-Wanzhou dans la région montagneuse de l'ouest de la province du Hubei et du nord-est de la municipalité de Chongqing, en Chine (un prêt de 500 millions $ approuvé en 2003)[14] ;
- Aéroport Oulan-Bator et les projets de développement de navigation de National Air: l'aéroport international de Gengis Khan[15] ;
- Projet d'agrandissement du port de Colombo[16] ;
- Partenaires Asie climat, une coentreprise entre la BAD, ORIX Corporation, et Robeco Institutional Asset Management, qui finance des projets d'énergie verte[17] ;
- En juin 2015, la BAD a prêté 262 millions $ en plus de 191 millions $ en fonds concessionnels pour aider la fin de pénurie d'eau au Sri Lanka[18] ;
- En juin 2015, la BAD a également offert 600 millions $ d'assistance pour aider le Népal à reconstruire après le tremblement de terre.

## Efficacité
Étant donné le volume annuel de prêts de la BAD, tous les projets financés par la BAD sont évalués pour savoir si les résultats sont atteints, quelles améliorations devraient être envisagées, et ce qui est appris.
Il existe deux types d'évaluation : l'évaluation indépendante et l'auto-évaluation. L'auto-évaluation est menée par les unités chargées de la conception et la mise en œuvre de stratégies nationales, des programmes, projets ou activités d'assistance technique. Il comprend plusieurs instruments, y compris les rapports de projet / programme de performance, l'examen à mi-parcours des rapports, l'assistance technique ou projet / rapports d'achèvement du programme, et les revues de portefeuille de pays. Tous les projets sont auto-évalués par les unités concernées dans un rapport d'achèvement du projet. Les rapports d'achèvement de projet de la BAD sont rendus publics sur le site web de la BAD. Les gouvernements clients sont tenus de préparer leurs propres rapports d'achèvement de projet.
L'évaluation indépendante consiste à transférer les connaissances pertinentes et de haute qualité de l'expérience dans les mains des décideurs, concepteurs et exécutants. Le département de l'évaluation indépendante (DEI) effectue une évaluation systématique et impartiale des politiques, stratégies, programmes de pays et des projets, y compris leur conception, leur mise en œuvre, les résultats et les processus d'affaires associés afin de déterminer leur pertinence, l'efficacité, l'efficience et la durabilité selon les méthodes et prescrits des lignes directrices.
L'évaluation des opérations a changé depuis les débuts de l'évaluation dans la BAD en 1978. Initialement, l'accent était mis sur l'évaluation après l'achèvement de la mesure dans laquelle les projets ont atteint leurs avantages économiques et sociaux attendus. L'évaluation des opérations façonne maintenant la prise de décision tout au long du cycle de projet et la BAD dans son ensemble. L' évaluation indépendante présente une perspective à la BAD depuis les débuts et envisage un avenir dans lequel la gestion des connaissances jouerait un rôle de plus en plus important.
Un exemple de la façon dont les évaluations peuvent changer la politique était la revue 2012 de la performance opérationnelle de la BAD. Il a conclu que le financement de la BAD pour les zones opérationnelles de base en 2011 avait largement dépassé l'objectif de 80 % du financement total prévu dans la stratégie 2020, et avait touché 96 %. Cela a attiré l'attention des décideurs, qui ont souscrit à l'avis des évaluateurs que le reste de l'allocation de 20 % pour les zones non essentielles a appelé à une plus grande conformité. Cela a incité la décision de procéder à un examen à mi-parcours de la stratégie 2020 pour évaluer la façon dont elle a été mise en œuvre à ce jour[Quand ?] et pour offrir des orientations stratégiques pour l'avenir.

## Critiques
Depuis les premiers jours de la BAD, les critiques ont accusé les deux principaux bailleurs de fonds, le Japon et les États-Unis d'avoir eu une influence importante sur les prêts, les politiques et les décisions de dotation. Cela a en fait été une motivation majeure pour la création prévue d'une Banque asiatique d'investissement pour les Infrastructures.
Oxfam Australie a critiqué la Banque asiatique de développement pour son insensibilité aux communautés locales. "Fonctionnant à un niveau global et international, ces banques peuvent saper les droits des personnes à travers des projets qui ont des résultats néfastes pour les communautés pauvres et marginalisées",. La BAD a également reçu des critiques du Programme des Nations unies pour l'environnement,.
Il y a eu des critiques disant que des grands projets de la BAD causent des dommages sociaux et environnementaux en raison de l'absence de surveillance. Les projets les plus controversés liés à la BAD sont la centrale électrique au charbon à Mae Moh de la Thaïlande et les projets d'infrastructure ambitieux dans le delta du Mékong. Les militants des droits humains et environnementaux critiquent la politique de garanties de l'environnement de la BAD, ainsi que les politiques en faveur des peuples autochtones et la réinstallation involontaire, tout en étant généralement conformes aux normes internationales sur papier, qui sont souvent ignorées dans la pratique, trop vagues ou trop faibles pour être efficaces, ou tout simplement pas appliquées par des fonctionnaires bancaires.
La banque a été critiquée sur son rôle dans la crise alimentaire. La BAD a été accusée par la société civile d'ignorer les avertissements qui ont précédé la crise et de contribuer, en poussant les conditions de prêt que beaucoup disent injustes car elles augmentent la pression sur les gouvernements pour déréglementer et privatiser l'agriculture, conduisant à des problèmes tels que la pénurie de riz en Asie du Sud-Est. En réponse à ces critiques, la BAD a organisé un grand nombre de consultations pour améliorer les effets sociaux et environnementaux de sa politique de prêt.
Un autre problème est que les taux concessionnaires de prêts de la BAD (1,0 à 1,5 %) pour l'approvisionnement en eau sont re-prêtés par les gouvernements centraux à des intermédiaires, ce qui augmente les taux pour les utilisateurs finaux. Pour faire des projets financièrement viables, les projets d'eau sont souvent conçus avec des tarifs irréalistes ou inabordables pour les pauvres. La BAD a réexaminé ses politiques de prêt.

## Membres
L'année entre parenthèses indique la date d'entrée dans l'organisation (les noms des pays sont donnés tels qu'ils sont reconnus par la Banque).

### Région Asie-Pacifique
| - Afghanistan (1966) - Arménie (2005) - Australie (1966) - Azerbaïdjan (1999) - Bangladesh (1973) - Bhoutan (1982) - Birmanie (1973) - Brunei (2006) - Cambodge (1966) - Chine (1986) - Îles Cook (1976) - Corée du Sud (1966) | - Fidji (1970) - Géorgie (2007) - Hong Kong, Chine (1969) - Inde (1966) - Indonésie (1966) - Japon (1966) - Kazakhstan (1994) - Kirghizistan (1994) - Kiribati (1974) - Laos (1966) - Malaisie (1966) - Maldives (1978) | - Îles Marshall (1990) - États fédérés de Micronésie (1990) - Mongolie (1991) - Nauru (1991) - Népal (1966) - Nouvelle-Zélande (1966) - Ouzbékistan (1995) - Pakistan (1966) - Palaos (2003) - Papouasie-Nouvelle-Guinée (1971) - Philippines (1966) - Îles Salomon (1973) | - Samoa (1966) - Singapour (1966) - Sri Lanka (1966) - Taïwan (1966) - Tadjikistan (1998) - Thaïlande (1966) - Timor oriental (2002) - Tonga (1972) - Turkménistan (2000) - Tuvalu (1993) - Vanuatu (1981) - Viêt Nam (1966) |

### Autres régions
| - Allemagne(1966) - Autriche (1966) - Belgique (1966) - Canada (1966) - Danemark (1966) | - Espagne (1986) - États-Unis (1966) - Finlande (1966) - France (1970) - Irlande (2006) | - Italie (1966) - Luxembourg (2003) - Pays-Bas (1966) - Portugal (2002) - Norvège (1966) | - Royaume-Uni (1966) - Suède (1966) - Suisse (1967) - Turquie (1991) |